# Fossae di Venere
Segue una lista delle fossae presenti sulla superficie di Venere. La nomenclatura di Venere è regolata dall'Unione Astronomica Internazionale; la lista contiene solo formazioni esogeologiche ufficialmente riconosciute da tale istituzione.
Le fossae di Venere portano il nome di divinità e personaggi mitologi femminili legati alla guerra.

## Prospetto
| Fossa              | Eponimo                                                                                    | Latitudine | Longitudine | Diametro |
| ------------------ | ------------------------------------------------------------------------------------------ | ---------- | ----------- | -------- |
| Aife Fossae        | Aífe - Eroina del Ciclo dell'Ulster nella mitologia irlandese.                             | 67° N      | 131° E      | 280 km   |
| Ajina Fossae       | Ajina – Spirito malvagio nella cultura tagika.                                             | 45° N      | 258° E      | 300 km   |
| Albasty Fossae     | Albasty - Spirito malvagio nella cultura tatara.                                           | 9° N       | 336,5° E    | 500 km   |
| Arianrod Fossae    | Arianrhod – Regina guerriera nella mitologia gallese.                                      | 37° N      | 239,9° E    | 715 km   |
| Bellona Fossae     | Bellona – Dea della guerra nella mitologia romana.                                         | 38° N      | 222,1° E    | 855 km   |
| Brynhild Fossae    | Brunilde – Regina guerriera nella mitologia norrena.                                       | 26° N      | 18° E       | 1800 km  |
| Enyo Fossae        | Enio - Dea della guerra nella mitologia greca.                                             | 62° N      | 351° E      | 700 km   |
| Fea Fossae         | Fea - Dea della guerra nella mitologia gaelica.                                            | 27,5° N    | 224° E      | 620 km   |
| Felesta Fossae     | Felesta – Regina amazzone nell'epica degli Sciti.                                          | 34,5° N    | 46,5° E     | 570 km   |
| Friagabi Fossae    | Friagabi – Dea della guerra nella Britannia romana.                                        | 50,2° N    | 109,5° E    | 141 km   |
| Gulaim Fossae      | Gulaim – Amazzone della cultura karakalpaka.                                               | 5° N       | 329° E      | 800 km   |
| Hanekasa Fossae    | Hanekasa - Amazzone della cultura sanuma.                                                  | 29° N      | 148,5° E    | 700 km   |
| Ilbis Fossae       | Ilbis – Dea degli eccidi nella cultura jacuta.                                             | 71,9° N    | 254,6° E    | 512 km   |
| Karra-māhte Fossae | Karra-māhte – Dea guerriera nella mitologia lettone.                                       | 28° N      | 342° E      | 1800 km  |
| Khosedem Fossae    | Khosedem – Dea malvagia nella cultura dei Ket.                                             | 13° N      | 303° E      | 1800 km  |
| Magura Fossae      | Magura – Guerriera alata della mitologia slava.                                            | 12° N      | 332,5° E    | 600 km   |
| Manto Fossae       | Manto – Indovina della mitologia greca.                                                    | 63,6° N    | 64,9° E     | 536 km   |
| Minerva Fossae     | Minerva – Dea della guerra nella mitologia romana.                                         | 64,5° N    | 252,5° E    | 0 km     |
| Naguchitsa Fossae  | Naguchitsa – Anziana e malvagia guerriera con denti di ferro nella mitologia degli Adighè. | 35,6° N    | 159,3° E    | 730 km   |
| Naijok Fossae      | Naijok – Divinità malvagia della cultura dinka.                                            | 70,2° N    | 337° E      | 450 km   |
| Namjyalma Fossae   | Namjyalma – Madre della vittoria nella cultura tibetana.                                   | 2,5° N     | 2,7° E      | 560 km   |
| Narundi Fossae     | Narundi – Dea della vittoria nella mitologia degli Elam.                                   | 66,5° N    | 329° E      | 700 km   |
| Nike Fossae        | Nike – Dea della vittoria nella mitologia greca.                                           | 59,5° N    | 340° E      | 800 km   |
| Penthesilea Fossa  | Pentesilea – Regina delle Amazzoni nella mitologia greca.                                  | 12° N      | 214° E      | 1700 km  |
| Perunitsa Fossae   | Perunitsa - Guerriera alata della mitologia slava.                                         | 10° N      | 307° E      | 1300 km  |
| Rangrid Fossae     | Randgrid – Valchiria della mitologia norrena.                                              | 62,7° N    | 356,4° E    | 243 km   |
| Saykal Fossae      | Saykal – Guerriera della mitologia chirghisa.                                              | 73° N      | 139° E      | 300 km   |
| Sigrun Fossae      | Sigrún - Valchiria della mitologia norrena.                                                | 50,5° N    | 18° E       | 970 km   |
| Valkyrie Fossae    | Valchirie – Guerriere della mitologia norrena.                                             | 58,2° N    | 7° E        | 357 km   |
| Yenkhoboy Fossae   | Yenkhoboy – Sorelle guerriere nella cultura buriata.                                       | 48° N      | 7° E        | 900 km   |
| Yuzut-Arkh Fossae  | Yuzut-Arkh – Divinità malavagia della cultura hakassa.                                     | 48° N      | 224° E      | 550 km   |
| Zheztyrnak Fossae  | Zheztyrnak – Divinità malvagia con artigli di rame della cultura kazaka.                   | 67,5° N    | 182° E      | 180 km   |

## Nomenclatura abolita
| Fossa       | Eponimo                                    | Latitudine | Longitudine | Diametro | Motivazione                          |
| ----------- | ------------------------------------------ | ---------- | ----------- | -------- | ------------------------------------ |
| Hildr Fossa | Hildr - Valchiria della mitologia norrena. | 45,4° N    | 159,4° E    | 677 km   | n.d.                                 |
| Mist Fossae | Mist - Valchiria della mitologia norrena.  | 39,5° N    | 247,3° E    | 244 km   | Riclassificata come chasma nel 1997. |